# Christian Karl Josias von Bunsen

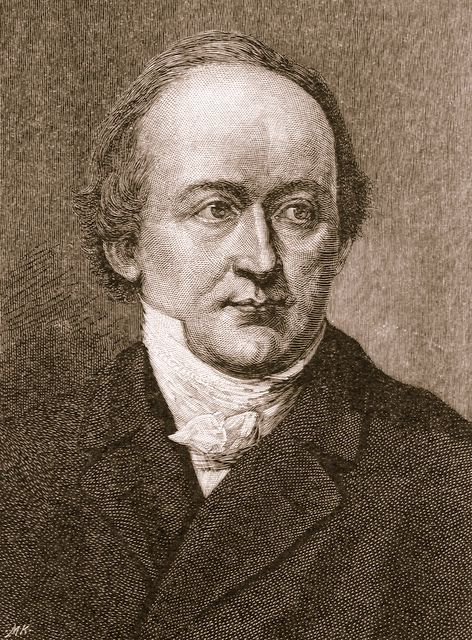
Christian Karl Josias von Bunsen.

Christian Karl Josias von Bunsen, född 25 augusti 1791 i Korbach, död 28 november 1860 i Bonn, var en preussisk statsman och lärd, sedan 1857 friherre.
Efter studier vid Marburgs och Göttingens universitet blev Bunsen 1812 hedersdoktor vid universitetet i Jena, 1818 legationssekreterare vid preussiska legationen hos påven, 1823 legationsråd, 1824 sändebud, 1827-38 ministerresident, 1839-41 sändebud i Bern, 1842-54 i London, där han med skärpa hävdade Tysklands och Elbehertigdömenas rätt gentemot Danmark och undertecknade det så kallade Londonprotokollet 1852.
Vid Krimkrigets utbrott förordade Bunsen en politik som skulle ha knutit Preussen till västmakterna, ett råd, som dock inte följdes av den preussiska regeringen och som föranledde Bunsen att avgå i april 1854. Senare bosatte sig Bunsen i Tyskland och var från 1858 medlem av det preussiska herrehuset. 
Under sin vistelse i Rom var Bunsen verksam för grundandet av det arkeologiska institutet där och författade även en mängd vetenskapliga arbeten, bland annat Beschreibung der Stadt Rom (tre band, 1830-43), Die Basiliken des christlichen Rom (1843). Bunsen gav även ut Die Zeichen der Zeit (två band, 1855) och Aegyptens Stelle in der Weltgeschichte (fem band, 1845-57).
Hans brevväxling med Fredrik Wilhelm IV är utgiven av Leopold von Ranke (1873) och Briefe an Bunsen von römischen Kardinalen u.s.w. 1818-1837 av F.H. Reusch (1897).